# Tratado definitivo de paz y amistad entre México y España

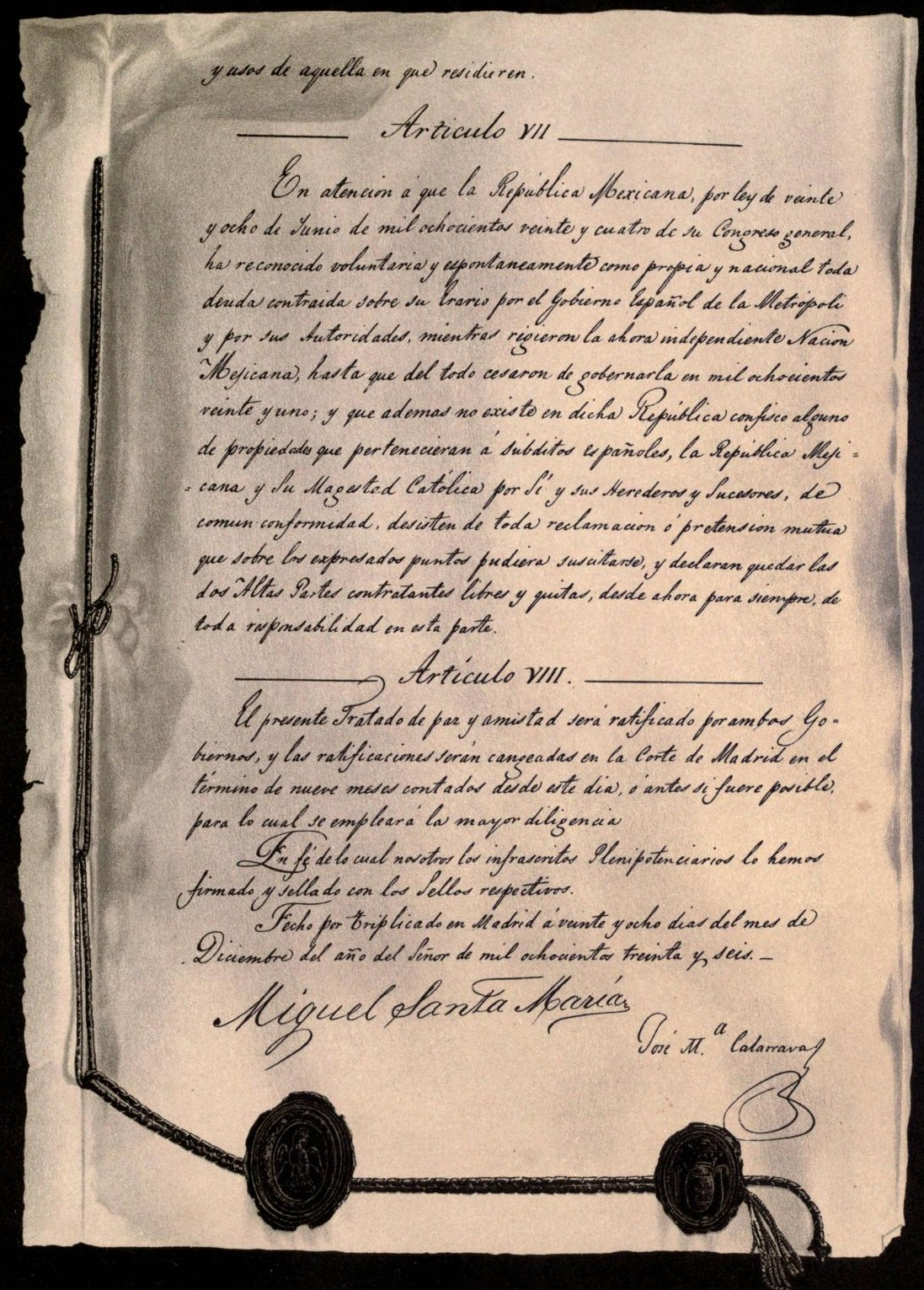
Facsímil de la última hoja del Tratado de Paz y Amistad entre México y España, firmado por José María Calatrava y por Miguel Santa María.

El Tratado definitivo de paz y amistad entre la República Mexicana y S.M.C. la Reina Gobernadora de España, también conocido como Tratado Santa María-Calatrava, fue un tratado internacional celebrado entre México y España el 28 de diciembre de 1836, por el cual la monarquía española reconocía la existencia del nuevo Estado de México como «nación libre, soberana e independiente»; retomaba relaciones diplomáticas y finalizaba las tensiones entre ambas naciones, surgidas a partir de la guerra de Independencia de México, iniciada en 1810. México, a su vez, se comprometía a respetar las posesiones ultramarinas de España (Cuba, Puerto Rico, Filipinas y Guam). Fue firmado por Miguel Santa María, por parte de México, y por José María Calatrava, por parte del reino de España. Consta de ocho artículos, otro secreto adicional, una declaración y otra declaración particular secreta. Otras naciones ya habían reconocido al nuevo Estado mexicano con anterioridad, como el Reino Unido (Tratado de Amistad, Comercio y Navegación, Londres, 26 de diciembre de 1826), los Países Bajos (Tratado de Amistad, Navegación y Comercio, Londres, 15 de junio de 1827), Prusia en 1831 y los Estados Unidos (que enviaron su primer embajador a México, Joel R. Poinsett, en octubre de 1822).[cita requerida]

## Antecedentes
Desde 1521, un castellano, Hernán Cortés, con un millar de hombres,  sin autorización del monarca hispano, logró unir a las ciudades-estado, señoríos y tribus indígenas que se encontraban siendo tributarias de los mexicas o que eran enemigos de estos en la zona de influencia y bordes del Imperio Mexica. Los guerreros indígenas aliados a Hernán Cortés eran aproximadamente 100.000 guerreros, logrando tomar la ciudad de Tecnothitlan que era el centro neuralguico mexica en Mesoamérica.  Fundado allí una colonia, que luego, en 1535, sería elevada al rango de Virreinato de la Nueva España, denominado reino de la Nueva España. Tres siglos perduró el Reino de Nueva España para dar paso al I Imperio Mexicano.[cita requerida]
El 16 de septiembre de 1810, se dio inicio a la guerra de Independencia con el llamado Grito de Dolores. Los insurgentes mexicanos lanzaron varios documentos y manifiestos declarando la secesión del resto del Imperio Hispánico en manos ahora de Napoleón Bonaparte, a través de su hermano, que fue nombrado rey con el nombre de José Bonaparte I y quién mediante el Estatuto de Bayona dejaba sin representación a las instituciones locales del Reino de Nueva España. En este alzamiento no se busca la independencia con la creación de un nuevo nación-estado, sino mantener el Reino, pero no estando federado al Imperio Hispánico y sí al monarca Fernando VII que se encontraba retenido en el castillo de Valençay por Napoleón Bonaparte. No obstante la primera acta emitida por un congreso provisional fue el Acta Solemne de la Declaración de la Independencia de la América Septentrional, emitida por el Congreso de Anáhuac, en Chilpancingo el 6 de noviembre de 1813, en plena guerra, pues las luchas de insurgencia en grupos de rebeldes continuaba por zonas y de la lectura de la Declaración destaca que no se sienten vinculados al monarca hispánico que aún se encuentra bajo la custodia de Napoleón Bonaparte, ni aceptan la constitución de la Asamblea Nacional de Cádiz de 1812, que en la zona europea ha asumido la soberanía que le corresponde al monarca y en su ausencia a las instituciones de los diferentes territorios de cada Reino.
La guerra independentista se dio por finalizada en 1821, con la firma de los Tratados de Córdoba el 24 de agosto y del Acta de Independencia del Imperio Mexicano el 28 de septiembre de ese año. Fue el fruto de las negociaciones de las diferentes facciones participantes en la guerra, incluido Juan O'Donojú, último virrey del reino de Nueva España, en representación de la monarquía. Sin embargo, Fernando VII y las Cortes no reconocería los tratados y la declaración por considerar que O'Donojú estaba incapacitado para hacer tales arreglos. En un decreto publicado en la Gaceta de Madrid los días 13 y 14 de febrero de 1822 y dado a conocer en México en la Gaceta Imperial el 28 de marzo del mismo año, el Gobierno de su Majestad declara inválidos los Tratados de Córdoba y la subsecuente declaración de independencia de México.
Aun cuando la mayor parte de los ejércitos realistas dentro del territorio mexicano habían depuesto las armas y reconocido los Tratados de Córdoba, las incursiones militares de España para tratar de reincorporar el territorio a al imperio hispánico continuaron durante más de un decenio. En 1825, el ejército español acantonado en San Juan de Ulúa bombardea el puerto de Veracruz, y las fuerzas mexicanas lo obligan a retirarse el 23 de noviembre. Entre 1827 y 1829 se empezaron a promulgar leyes que suponían la expulsión de españoles de México. El último intento fracasado de la monarquía de España por reconquistar México se inició el 27 de julio de 1829 culminando en la batalla de Tampico el 11 de septiembre.
Por su parte, México había intentado tomar sin éxito la isla de Cuba, bastión del gobierno realista en el Golfo de México, a fin de disminuir la influencia del reino de España sobre dichos mares, evitar nuevas incursiones y abrirse una salida hacia el Atlántico.

## El tratado
En 1833, falleció el rey Fernando VII, que había ascendido al trono poco antes del comienzo de las guerras de independencia de los reinos de América, lo que dejó a la península ibérica en una terrible situación económica. Le sucedió su hija Isabel II, que para entonces era menor de edad, por lo que su madre María Cristina asumió la regencia del reino, coincidiendo con el inicio de la primera guerra carlista, debido al conflicto de sucesión con Carlos María Isidro de Borbón, hermano de Fernando VII. Por ello, María Cristina decidió adoptar una postura más liberal respecto de su gobierno, para cosechar apoyo popular. Esto se reflejaría también en una postura más abierta con respecto a las relaciones con las nuevas naciones americanas, para fomentar el comercio y reactivar la dañada economía española.
Otra influencia para la firma de este tratado fueron las gestiones de México ante la Santa Sede para obtener el reconocimiento de Estado soberano, realizadas por el sacerdote Francisco Pablo Vázquez. La Santa Sede otorgaría dicho reconocimiento a México el 29 de noviembre de 1836, esto es, un mes antes de la firma del tratado Santa María - Calatrava.
En 1835, México también con graves problemas internos (Rebelión en Zacatecas e Independencia de Texas) designa como ministro plenipotenciario a Miguel Santa María, quien ya era ministro en Reino Unido, para firmar el tratado de paz. Por su parte, la regencia española designó a José María Calatrava. El tratado se firmó en Madrid el 28 de diciembre de 1836.
En México, la publicación del tratado se realizó mediante bando solamente, tras la comprobación de la ratificación en ambos países, el 4 de marzo de 1838.